# Altar Chao Mae Tuptim

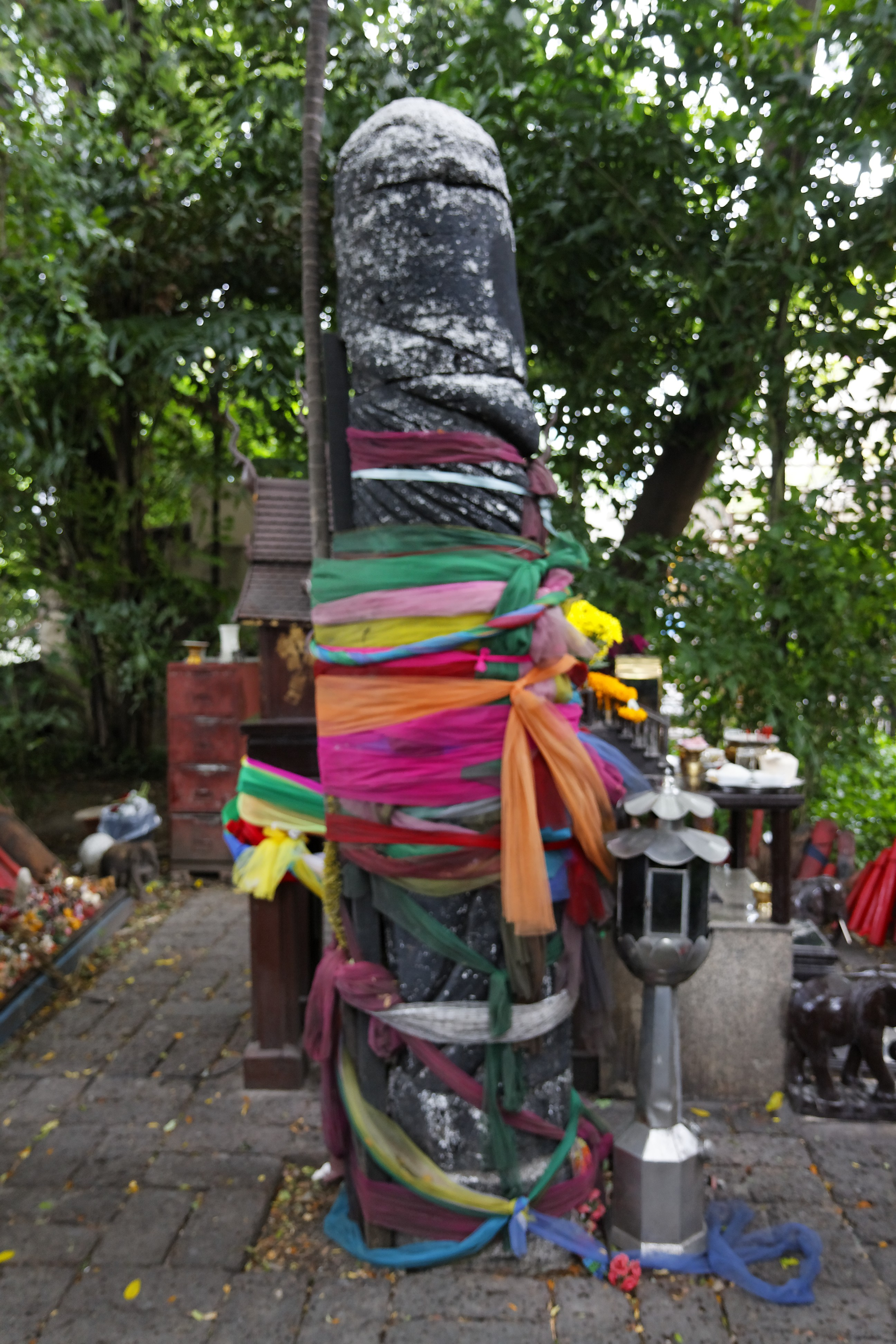
Uma estátua de 3m de um pênis ao lado da Casa dos Espíritos

O altar Chao Mae Tuptim (tailandês: ศาลเจ้าแม่ทับทิม, RTGS: Thapthim, também conhecido como o Altar Pênis) é um altar fálico em Banguecoque, Tailândia, localizado atrás do Mövenpick BDMS Wellness Resort Banguecoque perto da margem do Khlong Saen Saep. Foi criado no primeiro quarto do século 20 pelo empresário tailandês Nai Lert (1872-1945), que encontrou uma casa dos espíritos a flutuar no klong e colocou-o na margem da sua propriedade. Na Tailândia, o falo é considerado um símbolo de boa sorte e também representativo de fertilidade. O altar é um dos melhores exemplos de arquitetura fálica intencional no mundo. O local, que mede cerca de 18 x 21 m, está agora "repleto de estátuas de pénis esculpidas" em madeira, que se dizem possuir poderes especiais cósmicos e dotam de boa sorte e fertilidade quem entrar em contacto com eles. O tamanho das estátuas de pênis, que são mais que 100, acredita-se ir "do tamanho de um donut de crime ao tamanho de uma canoa"; alguns são gigantes, alguns são engraçados e pintados de cor de rosa para se assemelharem a um falo humano.
O altar recebeu o nome de Chao Mae Tuptim, um espírito de árvore pré-budista do Sudeste Asiático, que se diz dotar benções para aqueles que a veneram no altar. O local atrai mulheres de toda a Tailândia e até de outros países da Ásia oriental. Uma placa lê: "Chao Mae Tuptim recebeu outro menos convencional tipo de presente, fálico em forma, tanto pequeno como grande, estilizado e altamente realístico. Durante os anos, eles têm sido trazidos pelos milhares."
Mulheres que desejam ficar grávidas deixam ofertas na san phra phum, ladeando uma estátua de um pénis de 3,0 m envolta em pano, incluindo velas, jasmim, flores de lótus e incenso chinês.